# Hendrik Kramers

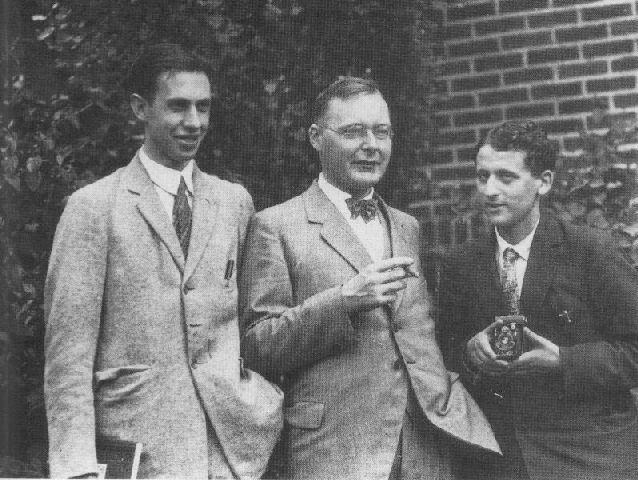
Vanaf links: George Uhlenbeck, Hendrik Kramers en Samuel Goudsmit, Ann Arbor juli-augustus 1928

Hendrik Anthony (Hans) Kramers (Rotterdam, 17 december 1894 – Oegstgeest, 24 april 1952) was een Nederlandse natuurkundige.

## Biografie
Kramers was de zoon van Hendrik Kramers, een vooraanstaand huisarts, en Jeanne Susanne Breukelman. Hij was tevens de broer van de arabist Johannes Hendrik Kramers. In 1911 voltooide hij de HBS in Rotterdam en na aflegging van het staatsexamen in 1912 ging hij wiskunde en natuurkunde studeren aan de Rijksuniversiteit Leiden. Hij volgde colleges theoretische natuurkunde bij Hendrik Lorentz en Paul Ehrenfest, bij die laatste studeerde hij in juli 1916 af. In april-mei van dat jaar had Kramers ter vervanging van een zieke docent, wiskundeles gegeven op het Stedelijk Gymnasium Arnhem. Aanvankelijk had hij in Göttingen zijn promotie willen doen maar dat was vanwege de Eerste Wereldoorlog onmogelijk. In augustus 1916 reisde hij daarom per boot naar Kopenhagen, waar hij zich meldde bij Niels Bohr en zijn eerste assistent werd; tegelijk werkte hij aan zijn dissertatie.
De samenwerking met Bohr was van begin af aan een groot succes. Voor Bohr was de ontmoeting met Kramers het begin van een nieuwe fase in zijn wetenschappelijke leven en van belang voor de ontwikkeling van de kwantummechanica. Voor Bohr was Kramers een uitstekend klankbord en dankzij Kramers kennis van de verfijnde wiskundige technieken slaagde Bohr erin zijn werk rond het atoommodel te voltooien. Zo werkte Kramers de ideeën uit die Bohr had over de bouw en eigenschappen van atomen en toonde hij aan dat niet alleen de frequenties van de spectraallijnen berekend konden worden maar ook hun intensiteit.
In 1919 keerde hij terug naar Leiden en behaalde op 8 mei dat jaar zijn doctorsgraad in Leiden onder Ehrenfest op het proefschrift Intensities of Spectral Lines over de intensiteiten van de spectraallijnen van waterstof. Op 25 oktober 1920 huwde hij Anna Petersen (Helsingør, 20 februari 1895 - Leiden, 16 januari 1955), een Deense zangeres, die haar studie aan het conservatorium van Kopenhagen in december 1917 had voltooid. (Kramers was zelf ook zeer muzikaal, hij speelde uitstekend piano en cello.) Uit dit huwelijk werden drie dochters en een zoon geboren. Na zijn promotie bleef hij als lector werken in Kopenhagen, totdat hij in 1926 hoogleraar theoretische natuurkunde aan de Rijksuniversiteit Utrecht werd. Vanaf 1934 was Kramers hoogleraar aan de Rijksuniversiteit Leiden als opvolger van Paul Ehrenfest. Ook was hij van 1931 tot aan zijn overlijden hoogleraar aan de Technische Universiteit Delft.

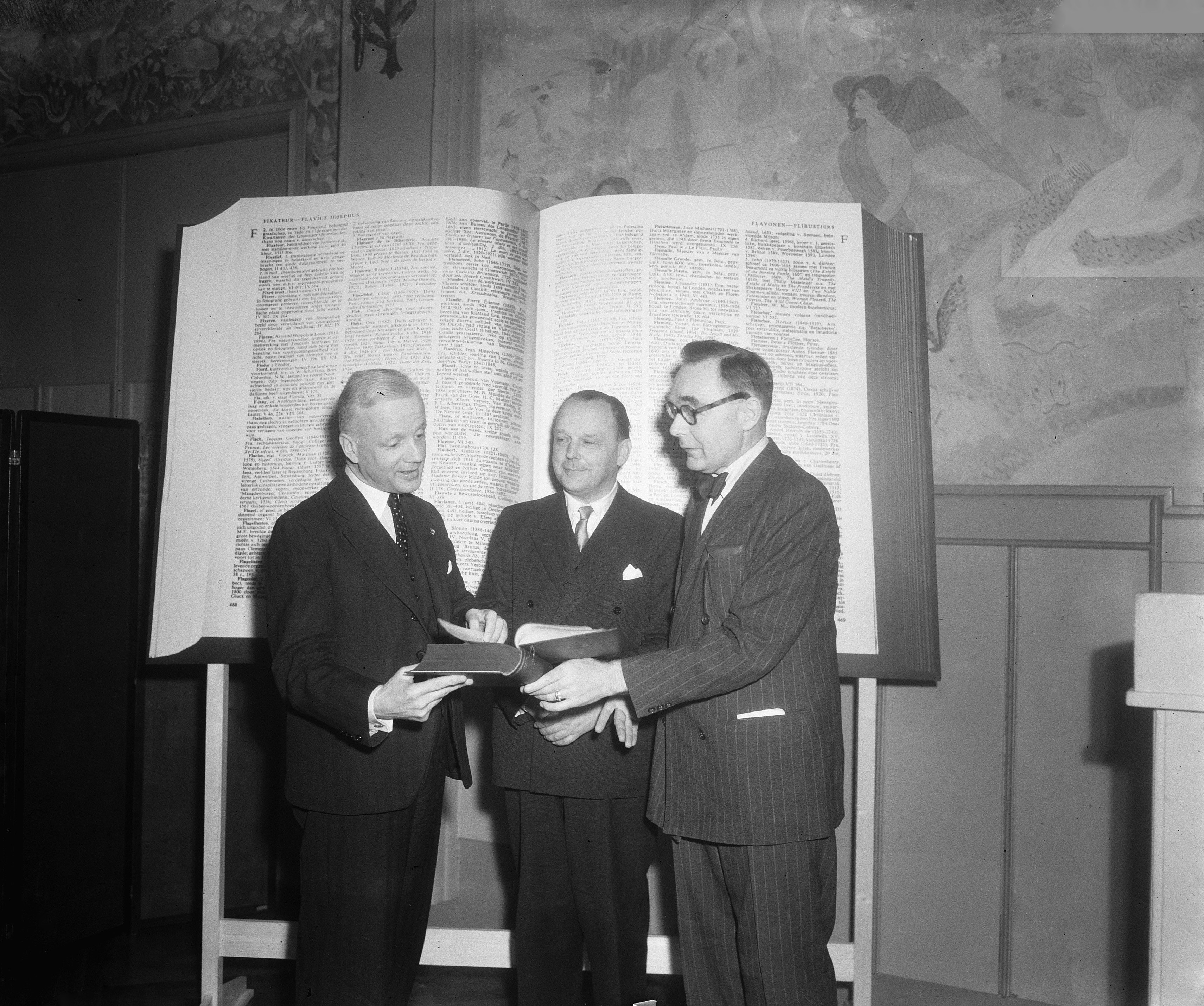
Uitreiking in 1952 van een exemplaar van de E.N.S.I.E. aan de Amsterdamse burgemeester d'Ailly. Van links naar rechts de burgemeester, secretaris-generaal van het departement van het Ministerie van Onderwijs, Kunsten en Wetenschappen Hendrik Jan Reinink en Hendrik Kramers

Hendrik Kramers was een van de oprichters van het Centrum Wiskunde & Informatica in Amsterdam en medeoprichter van de Stichting Fundamenteel Onderzoek der Materie (FOM). Hij werd benoemd tot lid van de Deense Academie van Wetenschappen en Letteren in 1925, toen hij maar net dertig was. Hij was ook nog lid van de Koninklijke Nederlandse Akademie van Wetenschappen (KNAW), Franse, Noorse en Vlaamse academies, van de Royal Society van Edinburgh en erelid van de American Physical Society. Kramers werkte na de Tweede Wereldoorlog mee aan het opstellen van een vernieuwend eindexamenprogramma voor het vak natuurkunde in het middelbaar onderwijs: dat diende proefondervindelijk te zijn, gericht op ontdekking door de leerling.
Hij ontving eredoctoraten van Oslo, Lund, Stockholm en de Sorbonne. Hij won de Lorentzmedaille van de KNAW in 1947 en de Royal Society Hughesmedaille in 1951. Hij was mede-auteur en -redacteur van de ENSIE-encyclopedie.
Hij stierf aan longkanker in 1952.

## Werk
Kramers voerde belangrijk werk uit in de kwantummechanica. Samen met Bohr en de Amerikaan John Clarke Slater (postdoc van Harvard) werkte hij mee aan diens publicatie uit 1924 waarin Bohr verklaarde dat straling bestaat uit specifieke waarschijnlijkheidsgolven. Deze zogenoemde Bohr–Kramers–Slater-theorie (BKS-theorie) moest een verklaring geven voor de schijnbare tegenspraak in het golf- en deeltjeskarakter van straling. Maar kort na publicatie bleek door nieuwe experimenten met het Compton-effect dat de gedurfde veronderstelling niet waar was, dat energie en impuls niet altijd, maar alleen statistisch behouden bleven. Desondanks wordt het artikel toch als een klassieker gezien omdat het een overgang vormde van de klassieke natuurkunde naar de nieuwe kwantummechanica.
Na twee eerdere publicaties in Nature schreef hij, in naam samen met de Duitse natuurkundige Werner Heisenberg – die in 1924 op uitnodiging van Bohr naar Kopenhagen was overgekomen – een artikel over de dispersietheorie, de verstrooiing van elektromagnetische straling door elektronen. Dit zou leiden tot de Kramers-Heisenberg-formule die een belangrijke rol zou spelen in het ontstaan van de matrixmechanica van Heisenberg. Over zijn eigen werk merkte Kramers op: "De dispersievergelijking bevat alleen die grootheden die rechtstreeks kunnen worden geïnterpreteerd in fysische termen op grond van de kwantumtheorie van de spectra en de samenstelling van het atoom, en die op geen enkele manier meer herinneren aan de wiskundige theorie van de meervoudige periodieke systemen".

## Vernoemd
- krater Kramers op de maan
- de Kramers-Heisenberg-formule
- de Wentzel-Kramers-Brillouin-benadering (ook Wentzel-Kramers-Brillouin-Jeffries-approximatie genoemd),
- de Kramers-Kronig-relatie
- de Kramers-Moyal expansie en
- de Kramers-Wannier-dualiteit.